# Mlomp
Die westatlantische Sprache Mlomp language ist auch bekannt als Gulompaay.
Die Sprache wird im Senegal gesprochen und ist vom Aussterben bedroht.
Sie zählt zum atlantischen Zweig der Niger-Kongo-Sprachfamilie und ist besonders eng verwandt mit der Sprache Karon.